# Magnicidios y atentados que cambiaron la historia
Magnicidios y atentados que cambiaron la historia (Infamous assassinations en inglés) es una serie documental producida en 2007 por Nugus /Martin Production  para BBC Worldwide. Fue escrita y dirigida por Jonathan Martin y Nicolas Wright (acreditados también como asesores históricos), y narrada por Robert Powell. De Wolfe Music compuso su banda sonora.

## Episodios
- El atentado contra Hitler (The attempt to assassinate Hitler). Rastenburg, 1944.

A pesar de que Adolf Hitler ya había sufrido con anterioridad otras tentativas frustradas de atentado, uno de los últimos fue mediante una botella de Cointreau. En el interior de la botella, se colocó una carga de potentes explosivos y posteriormente se introdujo en el avión del Führer, bajo un pretexto inocente. El mecanismo de esta bomba no se activó y terminó siendo uno más de los atentados fallidos contra Hitler. El 20 de julio de 1944 sin embargo, se produjo la última y más elaborada y letal intentona de asesinato. El suceso fue perpetrado en el cuartel de Rastenburg, Prusia del Este, por el coronel de la Wehrmacht Claus von Staufenberg, en concomitancia con gran parte de la cúpula del ejército. El atentado fracasó y terminó con gran parte de los instigadores, ejecutados y otros muertos, al optar por el suicidio. Staufenberg y sus cercanos, fueron fusilados sumariamente. Como consecuencia de haber sobrevivido, Hitler - que lo interpretó como un milagro - experimentó gran revitalización y junto con erradicar de forma total e implacable toda disidencia en la conducción de la guerra, el Führer endureció estrategias y esfuerzo bélico alemán, prolongando la masacre en el frente. El atentado que buscaba liberar a Alemania y detener la guerra, al fracasar, sólo logró provocar miles de muertos más.-
- El asesinato de Ernst Roehm (The assassination of Ernst Roehm). Múnich 1934: La Noche de los Cuchillos Largos.

Adolf Hitler, el futuro canciller alemán, viajó a Múnich en la madrugada del 20 de junio de 1934, y condujo hasta un exclusivo hotel al lado de un lago, en donde uno de sus más cercanos colaboradores de la primera época del partido nazi fue sacado de su cama y asesinado. Ernst Roehm, el temido líder de las SA, "Los camisas pardas", había muerto. 
- El asesinato de John Lennon (The assassination of John Lennon). Nueva York, 1980.

El 8 de diciembre de 1980, frente al edificio Dakota, el Beatle John Lennon, de 40 años, fue tiroteado por Mark David Chapman, un joven acosador que alegaba ser su "doble". ¿Cuáles fueron los factores psicológicos que llevaron a Chapman a matar?. 
- El atentado contra la Princesa Ana (The attempt on Princess Anne). Londres, 1974.

Durante el trayecto desde el Palacio de Buckingham, hasta el Mall, la hija de la Reina Isabel II fue atacada por un pistolero que disparó seis veces al vehículo en el que viajaba. Varios transeúntes, el chófer y un policía resultaron heridos de gravedad y el pistolero fue arrestado por las autoridades. 
- El atentado contra el papa Juan Pablo II (The attempt on pope John Paul II). Roma, 1981.

El 13 de mayo de 1981, en medio de una multitud de 20.000 personas congregadas en la plaza de San Pedro, un joven turco llamado Mehmet Ali Agca, disparó al papa polaco. 
- El asesinato de Yitzhak Rabin (The assassination of Yitzhak Rabin). Tel Aviv, 1995.

El 4 de noviembre de 1995, Yitzhak Rabin, uno de los más grandes gobernantes de Israel, estaba a punto de dirigirse a una multitud que celebraba un acuerdo de paz entre Israel y la Autoridad Nacional Palestina, cuando fue asesinado a tiros por un joven israelí contrario a su propuesta de "Tierra por Paz". El juicio demostró que hubo fallos en las medidas de seguridad en torno al primer ministro.
- El asesinato del “Che” Guevara (The assassination of “Che” Guevara). Bolivia, 1967.

Nacido en Argentina en una familia de clase media, Ernesto "Che" Guevara se convirtió en un icono para la juventud revolucionaria de todo el mundo. Principal lugarteniente de Fidel Castro durante la revolución cubana, abandonó la isla para liderar la guerrilla contra otras dictaduras, de derechas, en Sudamérica. El 8 de octubre de 1967 fue capturado y ejecutado por el ejército boliviano en colaboración con la CIA. 
- El asesinato de Trotsky (The assassination of  Leon Trotsky). Ciudad de México, 1940.

El 20 de agosto de 1940, el dirigente bolchevique, que vivía exiliado en México, fue asesinado por el estalinista español Ramón Mercader, quien le clavó un piolet en la cabeza. Mercader actuó, sin ningún género de dudas, bajo las órdenes de Stalin y su policía secreta, pero ¿por qué para Stalin todavía era necesario acabar con él?. 
- Los atentados contra De Gaulle (The attempts on General de Gaulle). Francia, 1961: El Día del Chacal.

Hubo tres intentos de asesinar al general De Gaulle, todos ellos fallidos. El primero, en París, en 1945, a manos de francotiradores alemanes. El segundo, el 8 de septiembre de 1961, cuando una bombona explosiva estalló al paso de su coche. El tercer intento ocurrió el 22 de agosto de 1962 cuando su coche fue acribillado a balazos. El general salió ileso de los tres atentados, pero ¿hubo un cuarto del que no se informó?. 
- El asesinato de Lord Louis Mountbatten (The assassination of Lord Louis Mountbatten). Irlanda, 1979.

El antiguo virrey de India y primo de la reina, Lord Louis Mountbatten fue un héroe naval de la Segunda Guerra Mundial, capitán de fragata en el sudeste asiático y uno de los artífices del Día D. El 27 de agosto de 1979 fue asesinado por el IRA, que colocó una bomba en su barco mientras pasaba unas vacaciones con su familia en el condado de Sligo, en Irlanda. 
- El asesinato de John F. Kennedy (The assassination John F. Kennedy). Dallas, 1963.

En la fecha de su asesinato el 22 de noviembre de 1963, el presidente Kennedy ya contaba con muchos enemigos. Le había declarado la guerra a la mafia, a la discriminación racial y a los intereses económicos-militares en Vietnam. Incluso al día de hoy existen distintas conjeturas acerca de las pruebas de balística y sobre si hubo dos asesinos implicados. Recientemente ha salido a la luz nuevo material gráfico desde Washington. 
- El asesinato de Robert Kennedy (The assassination of Robert F. Kennedy). Los Ángeles, 1968.

El 6 de junio de 1968, horas después de haber ganado las elecciones primarias del Partido Demócrata en California, el senador Robert Kennedy fue herido de gravedad. El asesino era Sirhan Sirhan, un inmigrante palestino de 24 años que realizó cinco disparos antes de ser reducido. Sin embargo, el senador tenía muchos enemigos y es probable que hubiera más de un asesino implicado. 
- El asesinato de Mahatma Gandhi (The assassination of Mahatma Gandhi). Nueva Dehli, 1948.

El gran promotor de la independencia de la India y gran defensor de la protesta pacífica, irónicamente murió a tiros, sin razón aparente a manos de Nathuram Godse, un fanático hindú. Ocurrió en los jardines de Birla House, el 30 de enero de 1948 cuando Gandhi se dirigía a rezar. 
- El asesinato de Indira y Rajiv Gandhi (The assassinations of Indira and Rajiv Gandhi). India, 1984 y 1991.

Indira Gandhi, primera ministra de la India, fue asesinada por su guardaespaldas de origen Sikh, mientras paseaba por los jardines de su casa en Nueva Delhi el 31 de octubre de 1984. Seis años más tarde, el 21 de mayo de 1991, en Sriperumbudur, cerca de Madrás, Rajiv, su hijo mayor moría en una explosión provocada por separatistas khan. 
- El asesinato de Martin Luther King (The assassination of Martin Luther King). Memphis, 1968.

Después de liderar multitudinarias protestas en Birmingham, Alabama, y de su famoso discurso, «Tengo un sueño», Martin Luther King defendió la retirada de las tropas americanas de Vietnam y la difícil situación de los pobres en los estados sureños. El 4 de abril de 1968, fue asesinado a tiros por un misterioso hombre blanco que escapó en un Mustang blanco. James Earl Ray fue condenado a cadena perpetua por esta muerte, pero se desconoce si de verdad era el culpable. 
- El asesinato de Michael Collins (The assassination of Michael Collins). Irlanda, 1922.

Uno de los líderes más carismáticos de la lucha irlandesa contra la dominación británica, Michael Collins, terminó dándose cuenta de que sólo un acuerdo de paz podría asegurar la independencia de Irlanda del Sur y la paz. Muchos de sus antiguos compañeros no estaban de acuerdo y el 22 de agosto de 1922, mientras una Irlanda recientemente independizada sucumbía a la guerra civil, Collins era tiroteado en una emboscada. 
- El intento de asesinato de Ronald Reagan (The attempt on Ronald Reagan). Washington, 1981.

El 30 de marzo de 1981, el presidente de los Estados Unidos, Ronald Reagan, abandonaba el hotel Hilton de Washington, cuando fue alcanzado por seis tiros de un revólver calibre 22 que disparó John Hinckley, Jr., un joven de 25 años. Una de las balas se alojó a tan sólo seis pulgadas del corazón. La frase «Cariño me olvidé de agacharme» que le dijo a su mujer se hizo famosa. Uno de sus colaboradores no tuvo tanta suerte. 
- El asesinato de Anwar el Sadat (The assassination of Anwar Sadat). El Cairo, 1981.

El 6 de octubre de 1981, vestido con un uniforme de ceremonia negro durante un desfile militar, el presidente egipcio fue abatido a tiros por cuatro hombres uniformados que le dispararon mientras presenciaba un ejercicio de las Fuerzas Aéreas egipcias. Los conspiradores mataron a cinco personas, algunas de ellas enviadas extranjeras que asistían al desfile, y todo el magnicidio fue filmado. 
- El asesinato de zar Nicolás II (The assassination of Tsar Nicholas II). Yekaterimburgo, 1918.

Después de una desastrosa guerra contra Alemania, los bolcheviques hicieron prisionera a la familia Romanov. Los guardianes fueron reemplazados por verdugos y el 17 de julio de 1918 toda la familia fue ejecutada y enterrada en un bosque de los alrededores. Durante más de 70 años se desconoció su paradero. Años más tarde Rusia reveló su fatal destino. 
- El asesinato del Archiduque Francisco Fernando (The assassination of Archduke Franz Ferdinand). Sarajevo, 1914.

Un grupo de nacionalistas serbios estaban decididos a matar al heredero del trono austro-húngaro. Dos de los asesinos portaban bombas, y un tercero, un estudiante llamado Gavrilo Princip, tenía una pistola. Los incidentes de ese 28 de junio de 1914, fueron uno de los principales desencadenantes de la Primera Guerra Mundial. 
- El asesinato de Sikorski: Gibraltar, 1943
- El asesinato del presidente McKinley: Buffalo, Nueva York, 1901
- El asesinato de Heydrich: Praga, 1942
- El asesinato de Zia al Huq: Pakistán, 1988
- El asesinato de Verwoerd: Ciudad del Cabo, 1966
- El asesinato del rey Alejandro: Marsella, 1934